# Nikołaj Abramow (kontradmirał)
Nikołaj Osipowicz Abramow (ros. Николай Осипович Абрамов; ur. 1 grudnia?/13 grudnia 1897 w Jazaszu koło Czelabińska, zm. 27 lipca 1964 w Leningradzie) – radziecki kontradmirał, dowódca polskiej Marynarki Wojennej od sierpnia do grudnia 1945 roku.

## Życiorys
Od 1915 służył w rosyjskiej marynarce wojennej, brał udział w I wojnie światowej.
Od 1917 członek Rosyjskiej Socjaldemokratycznej Partii Robotniczej, uczestniczył w szturmie na Pałac Zimowy. Od 1918 w Robotniczo-Chłopskiej Armii Czerwonej, w 1919 walczył przeciwko Białej Armii. Absolwent kursów kadry dowódczej (1919), związkowej szkoły partyjnej (1921), politycznej szkoły marynarki wojennej (1924). Od 1924 pełnił służbę na okrętach Morskich Sił Morza Czarnego. W 1926 ukończył kursy przy Szkole Marynarki Wojennej. Od 1930 zastępca dowódcy krążownika, potem dowodził kilkoma niszczycielami. W 1933 ukończył Akademię Marynarki Wojennej .
Uczestniczył w wojnie domowej w Hiszpanii.
W latach 1939–1940 był zastępcą szefa sztabu Floty Czarnomorskiej. Od 1940 dowodził Flotyllą Dunajską. Od 1941 był dowódcą jednostki szkolnej Floty Czarnomorskiej .
W 1941 wziął udział w obronie Sewastopola, następnie w latach 1942–1944 był dowódcą bazy Floty Białomorskiej w Jokandze.
W końcu 1944 został skierowany do wyzwolonej Bułgarii jako zastępca przewodniczącego Sojuszniczej Komisji Kontrolnej do spraw morskich.
21 sierpnia 1945 przyjechał do Polski, a trzy dni później objął obowiązki dowódcy polskiej Marynarki Wojennej i sprawował je do 12 grudnia 1945. Zajmował się organizacją struktur i zabezpieczeniem stoczni MW. 15 grudnia 1945 wyjechał do ZSRR.
Od lutego 1946 do stycznia 1948 był dowódcą oddziału okrętów szkolnych radzieckiej Floty Bałtyckiej, a w latach 1948–1960 jako przedstawiciel Dowódcy MW zajmował się przyjmowaniem okrętów do służby we flocie.
W maju 1960 został przeniesiony w stan spoczynku. Kierował leningradzką sekcją weteranów wojny w Hiszpanii.
Zmarł 27 lipca 1964 i został pochowany na cmentarzu Nowowołkowskim w Leningradzie.

## Ordery i odznaczenia
- Order Krzyża Grunwaldu III klasy – 14 grudnia 1945 „za wybitne zasługi w dziele organizacji Polskiej Marynarki Wojennej”[4]
- Order Lenina (1945)
- Order Czerwonego Sztandaru (czterokrotnie: 1939, 1941, 1944, 1949)
- Order Wojny Ojczyźnianej I stopnia (1944)
- broń osobista z dedykacją (1957)
- Order 9 września 1944 (bułgarski, 1947)
- Medal jubileuszowy „XX lat Robotniczo-Chłopskiej Armii Czerwonej”